# قضايا بيئية في إفريقيا الجنوبية
توجد مجموعة القضايا البيئية في أفريقيا الجنوبية، مثل تغير المناخ، والأراضي، والمياه، وإزالة الغابات، وتدهور الأراضي والتلوث. تنتج منطقة أفريقيا الجنوبية نفسها، باستثناء جنوب أفريقيا، انبعاثات كربونية أقل ولكنها تتعرض لتأثيرات تغير المناخ التي تتميز بالتغيرات في هطول الأمطار والظواهر الجوية القاسية ودرجات الحرارة المرتفعة. استنفدت أفريقيا الجنوبية مواردها العديدة، بسبب محاولة مواكبة العالم النامي ومحاولة تلبية المطالب الكثيرة للسكان المتزايدين، ما أدى إلى أضرار بيئية شديدة. تعد عملية قطع جذوع الأشجار وإنتاجها لب اقتصاد أفريقيا الجنوبية، وبدأت هذه المنطقة تعتمد على هذه الموارد. أدى الاستنزاف المستمر والمعاملة السيئة للموارد الطبيعية إلى دفع أفريقيا الجنوبية إلى الحالة تعيشها اليوم.

## خلفية
يضم الجنوب الإفريقي دول: أنغولا وبوتسوانا وإسواتيني وليسوتو وملاوي وموزمبيق وناميبيا وجنوب إفريقيا وزامبيا وزيمبابوي.
من القضايا البيئية المؤثرة في الجنوب الإفريقي: تلوث المياه وتلوث الهواء وتدهور الأراضي والتلوث بسبب النفايات الصلبة وإزالة الغابات. لا تؤثر الأضرار البيئية في صحة السكان فحسب، بل تؤثر أيضًا في الأنواع التي تعيش في المنطقة، وتساهم في مشكلة تغير المناخ في جميع أنحاء العالم.

## قضايا المياه
يعد نقص المياه النظيفة إحدى أكبر المشاكل في أفريقيا الجنوبية. وفقًا لاتفاقية الأمم المتحدة بشأن تغير المناخ في جنوب أفريقيا في عام 2000، تتوزع المياه في أنحاء أفريقيا بشكل غير متساوٍ، إذ تتركز 60% من المياه في 20% من الأرض فقط. يمكن الوصول إلى أقل من 10% من المياه السطحية في أفريقيا الجنوبية، ويصعب الوصول إلى المياه الجوفية أيضًا، بسبب تواجد معظم المياه الجوفية تحت تكوينات صخرية كبيرة. وقد يكون لتغير المناخ وتأثيراته على درجة الحرارة وهطول الأمطار تأثيرًا إضافيًا.
ينتقل العديد من الأفارقة إلى المناطق الريفية، ما يزيد من الطلب المرتفع بالفعل على المياه النظيفة. ومع تزايد الطلب الكبير، تظل إمدادات المياه العذبة محدودة. وبالإضافةً إلى الطلب الكبير، انخفض مستوى سد ديربان بنسبة 20% منذ عام 2010، وسرق ما يصل إلى 30% من المياه أو وزعت بشكل غير قانوني عن طريق التجارة الدولية. «قدرت مراجعة لتوافر المياه في عام 1996 أن إجمالي متوسط الجريان السطحي السنوي كان 150 مليون متر مكعب، وكان الحد الأقصى للإنتاج السنوي المحتمل للنظام 33,290 مليون متر مكعب، والاحتياجات السنوية الإجمالية للمياه 20,045 مليون متر مكعب. يمكن أن تزداد الاحتياجات المائية نحو 50% بحلول عام 2030 (وزارة المياه والغابات، 2000 أ)».

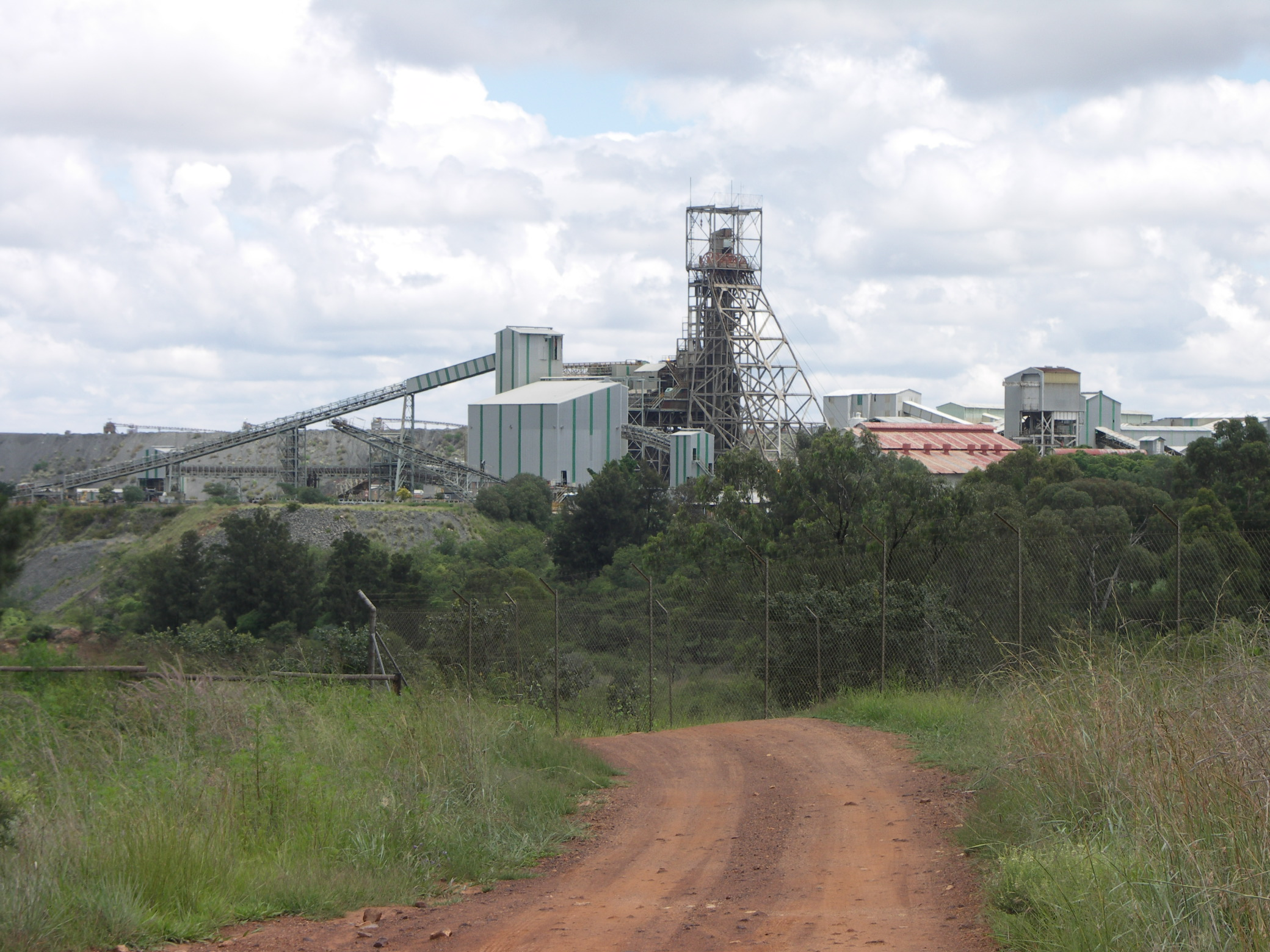
جنوب أفريقيا - منجم كولينان بريمير

رغم امتلاك جنوب أفريقيا أفضل وأنظف المياه من بين جميع بلدان أفريقيا الجنوبية، يفتقر العديد من سكانها إلى إمكانية الوصول إلى المرافق الصحية الأساسية، وتعد معظم المياه المتاحة في جنوب أفريقيا غير نظيفة، ما يجعل المياه عرضةً لوجود مسببات الأمراض المنقولة بالمياه. تزداد الأمراض التي تنقلها المياه مثل التهاب الكبد الوبائي أ والتهاب الكبد الوبائي هـ، بينما تكون بعض المياه ملوثة لدرجة نقل الأمراض مثل: حمى التيفوئيد، وداء البريميات، وداء المنشقات أو داء البلهارسيات عن طريق ملامسة الماء.

## التلوث البيئي

### تلوث الهواء

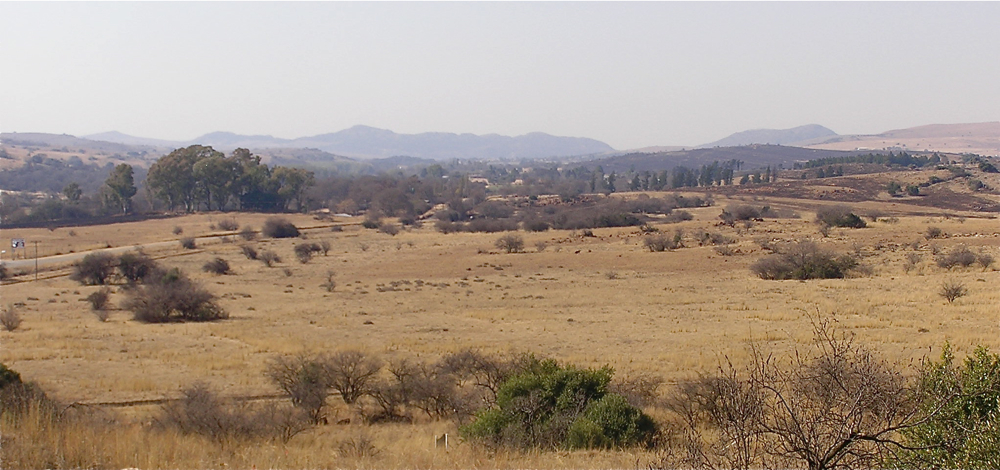
هايفيلد في مقاطعة غوتنغ

تعاني أفريقيا الجنوبية من سوء جودة الهواء المحيط والداخلي.
تستخدم أنواع وقود منخفضة الجودة في هذه المنطقة النامية لتلبية الطلبات المرتفعة على الغذاء والطاقة.
تعلق الملوثات في الهواء خلال الشتاء، بسبب الضغط المرتفع، ولا تتحرك أو تبدد. بينما تتبدد الملوثات في الصيف، بسبب الضغط المنخفض، عن طريق التيارات الدورانية غير المستقرة. تطهو العديد من النساء في الداخل باستخدام الوقود الأحفوري أيضًا، ويشكل ذلك السبب الرئيسي للمشاكل الصحية لدى النساء والأطفال.
تأتي 75.2% من الطاقة في أفريقيا الجنوبية من مناطق هايفيلد، حيث توجد عشر محطات طاقة لإسكوم تعد خمس منها من أكبر المحطات في العالم. تقع مناطق هايفيلد فوق مستوى سطح البحر، ما يجعل مستوى الأكسجين أقل بنسبة 20% من مستوى الأكسجين في الساحل. يؤدي هذا إلى احتراق غير كامل للوقود الأحفوري، وتقلب شديد في درجة الحرارة الليلية؛ ما يؤدي إلى حبس الدخان في الهواء. تنتج ثلاث من محطات الطاقة الرئيسية (ماتلا ودوفا وأرنوت) 860 طنًا من ثاني أكسيد الكبريت، «متجاوزةً معايير منظمة الصحة العالمية [التعرض للمواد الجسيمية] البالغة 180 ملغرام في المتر المكعب بمقدار 6 إلى 7 مرات في أشهر الشتاء (أنغارن وآخرون 1996 أ، ب)» يحيط الهواء الملوث عالي التركيز هذا بالمنطقة ما يجعلها خطيرة جدًا على صحة الفرد.

## تدهور التربة
مع نقص المياه وارتفاع الطلب على الزراعة، أصبحت أراضي الجنوب الإفريقي أقل خصوبة. يسبّب تغير المناخ أيضًا زيادة تبخر المياه من التربة. يصعّب موقع قارة إفريقيا عمومًا توقع المناخ بها، ما يجعلها عرضة لتغير المناخ، ويجعل الجنوب الإفريقي معرضًا للتصحر.
يسبب التصحر زيادة تجريف التربة، ما يصعّب نمو النباتات. سيؤدي هذا إلى غذاء غير مستدام، ويعرض الحياة البرية للخطر. بمرور الوقت، سيؤدي تجريف التربة إلى حصاد نباتات غريبة. تهدد النباتات الغريبة النباتات المحلية وتقلل من مناطق الرعي، ما يساهم في تآكل التربة.
تُزرع أراضي الجنوب الإفريقي وتُستخدم في الرعي بشكل مفرط بالفعل نتيجة عدم توزع الأرض بشكل متساو في إفريقيا. مع مزيج من النباتات الغريبة واستنفاد الأراضي، أصبحت الأراضي المتدهورة في الجنوب الإفريقي غير قابلة للإصلاح. تستخدم العديد من البلدان طرق الري وسيلةً لمقاومة التصحر والجفاف. لسوء الحظ، فإن 4٪ فقط من إفريقيا جنوب الصحراء مجهزة للري. مع انخفاض هطول الأمطار ونقص الري ستصبح تربة الجنوب الإفريقي وأراضيه قاحلة قريبًا.